# Park Stickney
Park Stickney (New York, 31 décembre 1969) est un harpiste américain, pionnier de l'introduction de la harpe dans le jazz.

## Biographie
Park Stickney commence la harpe classique enfant et achève ses études musicales par un master à la Juilliard School de New York. En 1978, à 10 ans, il participe au premier concours du Jazz and Pop Harp Festival.
Il mène une carrière de harpiste à Broadway et tourne notamment avec la comédie musicale Fantasticks. Il est aussi soliste et donne des concerts en Amérique, en Europe et en Asie. Il joue notamment au Fringe Festival de Hong Kong, en Inde, au Sri Lanka, au festival italien de jazz de l'Ombrie, aux deux premiers rassemblements de harpe à Porto Rico et au « World Harp Congress ». À noter sa longue collaboration avec le harpiste Rüdiger Oppermann avec lequel, après de nombreux concerts en Allemagne à la fin des années 1990, il enregistre l'album « Harp Summit » en 2003. Parallèlement, en 2002, il forme un duo avec le contrebassiste italien Dino Contenti avec lequel, avec l'aide d'autres musiciens, il entame une tournée européenne, visitant des pays comme l'Espagne ou l'Italie. En 2009, Park Stickney et Dino Contenti s'associent au batteur Gigi Biolcati pour former le trio de jazz « The Lion, the Wolf and the Donkey ». Actuellement, Park Stickney enseigne la harpe jazz à la « Royal Academy of Music » de Londres, au Conservatorio di Milano, Italie, au conservatoire national supérieur de Lyon et à la Haute École de Musique de Lausanne.

## Discographie
- 1995 - Overdressed Late Guy
- 1999 - Action Harp Play Set
- 2003 - Harp Summit
- 2005 - Still, Life with Jazz Harp
- 2015 - All Harp - Globe Live